# Авонсон
Авонсон (фр. Avensan) насеље је и општина у југозападној Француској у региону Аквитанија, у департману Жиронда која припада префектури Бордо.
По подацима из 2011. године у општини је живело 2.363 становника, а густина насељености је износила 45,23 становника/km². Општина се простире на површини од 52,24 km². Налази се на средњој надморској висини од 14 метара (максималној 51 m, а минималној 4 m).

## Демографија
| 1962. | 1968. | 1975. | 1982. | 1990. | 1999. | 2011. |
| ----- | ----- | ----- | ----- | ----- | ----- | ----- |
| 833   | 962   | 1.062 | 1.592 | 1.620 | 1.753 | 2.363 |

График промене броја становника у току последњих година